# لوك بوريلي
لوك بوريلي (بالفرنسية: Luc Borrelli)‏ (2 يوليو 1965 في مرسيليا - 3 فبراير 1999) لاعب كرة قدم فرنسي راحل كان يجيد اللعب في مركز حارس مرمى .
بدأ بوريلي مسيرته الرياضية في نادي أسبت مرسيليا سنة 1978 وبعد 8 سنوات انتقل إلى نادي طولون . في سنة 1993 انتقل إلى نادي باريس سان جيرمان وبسبب عدم مشاركته كثيرا في المباريات قرر الرحيل إلى نادي كاين بعد سنتين . في سنة 1998 انتقل إلى نادي ليون وفي فبراير 1999 تعرض إلى حادث سير قضى فيه نحبه . تكريما له قرر نادي ليون اعتزال القميص رقم 16 الذي كان يشارك به .

## روابط خارجية
- لوك بوريلي على موقع رابطة كرة القدم الفرنسية للمحترفين (الإنجليزية)
- لوك بوريلي على موقع قاعدة بيانات كرة القدم.إي يو (الإنجليزية)
- لوك بوريلي على موقع ليكيب (الفرنسية)
- لوك بوريلي على موقع عالم كرة القدم.نت (الإنجليزية)